# Regering van het Verenigd Koninkrijk
De regering van het Verenigd Koninkrijk (officieel in het Engels: His Majesty's Government in the United Kingdom) is de centrale overheid van het Verenigd Koninkrijk van Groot-Brittannië en Noord-Ierland. Ze bestaat uit een aantal ministers die verantwoordelijk zijn voor het beheer van nationale zaken. Ze worden ook wel de frontbench genoemd.
De regering staat onder leiding van een eerste minister (Prime Minister) die de andere leden van zijn regering uitkiest. De eerste minister en de andere hoger geplaatste ministers behoren tot het hoogste besluitvormingscomité, dat bekendstaat als het kabinet. Volgens de Britse grondwet ligt de uitvoerende macht bij de monarch. Dit gezag wordt alleen of met het advies van de eerste minister en het kabinet uitgeoefend. De kabinetsleden hebben een adviserende functie ten dienste van de monarch als leden van de Privy Council of Geheime Raad. Ze oefenen tevens rechtstreeks macht uit als hoofden van overheidsdepartementen.
De ministers van de Britse regering zijn meestal allen leden van het parlement van het Verenigd Koninkrijk en zijn er ook rekenschap aan verschuldigd. De regering is afhankelijk van het parlement voor primaire wetgeving, wat betekent dat in de praktijk de regering minstens om de vijf jaar herverkozen moet worden. De monarch kiest de eerste minister bij de leider van de partij die een meerderheid in het parlement weet aan te voeren.
Sinds 5 juli 2024 is Sir Keir Starmer de premier van het Verenigd Koninkrijk met zijn kabinet-Starmer.